# San Jerónimo (Jalisco)
San Jerónimo, también llamada Los Barbosa, es una localidad y agencia municipal del municipio de San Martín de Hidalgo, en el estado mexicano de Jalisco. Según el censo de 2010, el poblado cuenta con 355 habitantes, lo que lo convierte
en la undécima localidad más grande del municipio en términos de población. 
La localidad ha sido testigo de los cambios dinámicos presentados por diversos proyectos municipales una de ellas es la Presa San Jerónimo, que fue construida para el beneficio de la población, el turismo local y la acuicultura.

## Historia
La población fue fundada antes del año 1744.

## Gobierno
El rancho pertenece al gobierno municipal de San Martín de Hidalgo. El municipio cuenta con delegaciones territoriales tales como la de Santa Cruz de las Flores, que también es un sub-comité territorial, a la que San Jerónimo también pertenece. Por derecho propio, el rancho es una agencia municipal, para lo cual rige agente municipal. El trabajo del agente municipal se compone de diversas responsabilidades tales como hacer cumplir las leyes y reglamentos municipales, vigilar  del orden, cuidar de la seguridad de la persona y bienes de los habitantes, comunicar a las autoridades competentes los hechos que ocurran en las agencias, y fungir como agente del ministerio público.  

## Hidrografía
- Arroyos
  - Arroyo Prieto[3]
  - Arroyito Blanco
  - La Tecolota[3]
  - Las Minas
  - La Cañada
  - Los Laureles[3]
  - Los Gatos[3]

- Manantiales
  - Las Uvas[4]
  - Los Zapotes[4]
  - Los Aguacates[4]
  - Los Laureles[3]
  - Los Gatos[3]

## Agentes municipales
| Agente municipal          | Sub-agente municipal    | Administración |
| ------------------------- | ----------------------- | -------------- |
| Feliciano Gómez Ramos     | -                       | c. 1934        |
| Agustín Quintero Quirarte | -                       | c. 1976        |
| Manuel Castro Gómez       | -                       | 2007-2009      |
| Armando Díaz              | José Luis Tapia Navarro | 2010-2012      |
| -                         | -                       | 2013-2015      |